# Zudov
Zudov je priimek več oseb:
- Aleksander Ivanovič Zudov, sovjetski general
- Vjačeslav Dimitrijevič Zudov, sovjetski kozmonavt